# Thomas Baring, 1:e earl av Northbrook
Thomas George Baring, 1:e earl av Northbrook, född den 22 januari 1826 i London, död den 15 november 1904, var en brittisk politiker.

## Biografi
Thomas Baring var son till Francis Baring, 1:e baron Northbrook och far till Francis Baring, 2:e earl av Northbrook.
Baring ägnade sig efter avslutade universitetsstudier åt det politiska livet och var medlem av underhuset från 1857 till 1866, då han ärvde faderns adelsvärdighet. Under denna tid var han understatssekreterare i flera departement efter varandra i Palmerstons och Russells liberala ministärer. Då  Gladstone 1868 kom till makten, blev lord Northbrook understatssekreterare i krigsministeriet, vilken post han innehade till 1872, då han efter mordet på lord Mayo utnämndes till vicekung över Indien. Under hans ämbetstid (1872–1876) inträffade den stora hungersnöden i Bengalen 1874, samt prinsens av Wales besök i Indien 1876.
Han hade även förberett en överenskommelse med Sher Ali Khan, vilken torde ha kunnat förekomma det andra anglo-afghanska kriget, men vicekungens politik i denna del vann ej bifall hos ministern för Indien, hertigen av Argyll. Vid sin avgång från generalguvernörsämbetet upphöjdes han till viscount Baring och earl av Northbrook (1876). I Gladstones andra ministär (1880–1885) innehade han posten som förste amiralitetslord. Under denna tid sändes han 1884 som "lord high commissioner" till Egypten för att undersöka landets allmänna läge, särskilt i ekonomiskt avseende, och resultatet av denna mission blev beviljandet av ett lån på 9 miljoner pund sterling. Han ogillade Gladstones Home rule-politik och vägrade därför att inträda i dennes tredje ministär (1886); han tog efter detta ej någon mera framträdande del i det politiska livet.